# 1882 en Grèce
Chronologie de la Grèce
- 1879
- 1880
- 1881
- 1882
- 1883
- 1884
- 1885
- 1886
- 1887

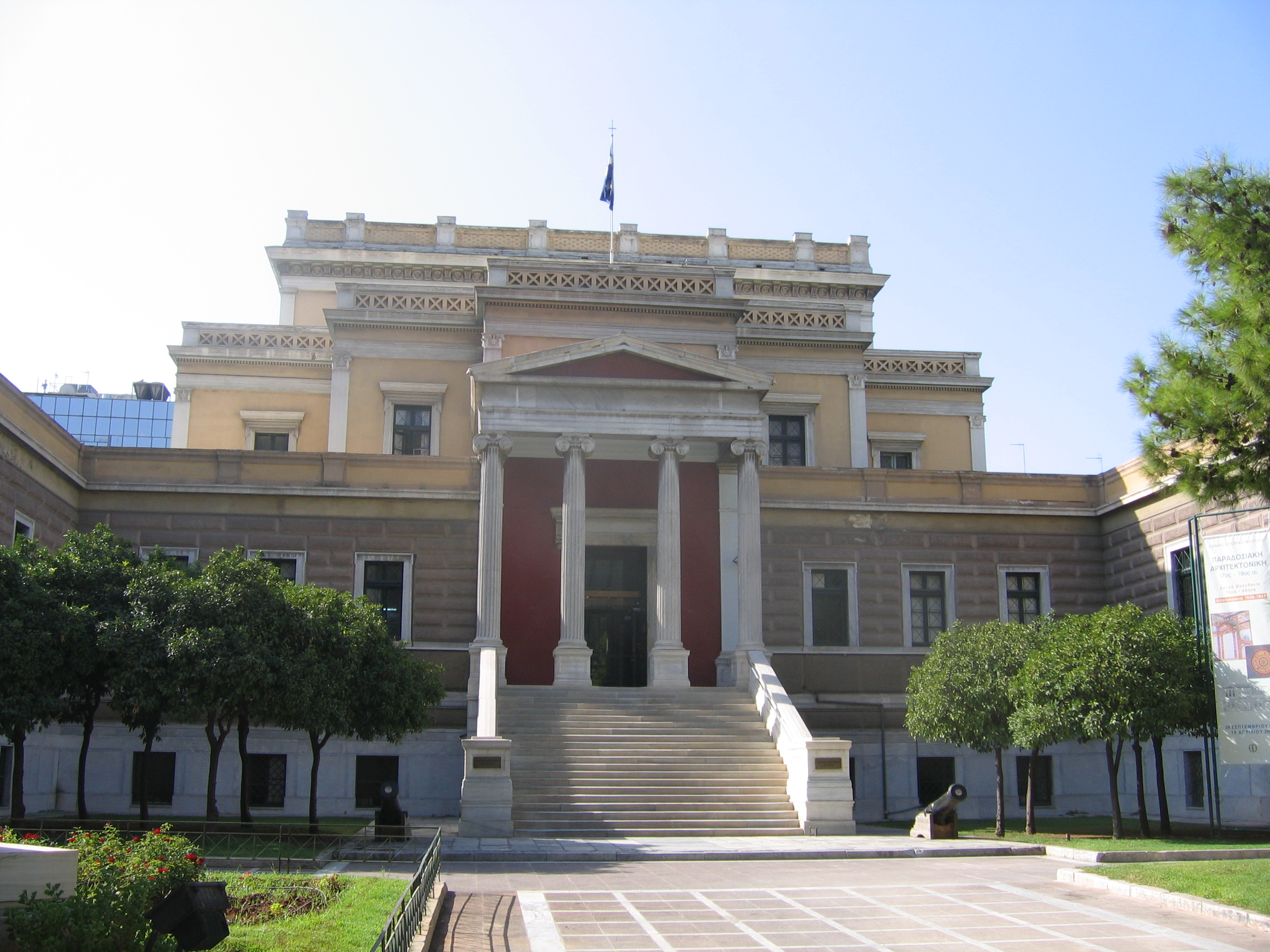
Création du musée d'histoire nationale d'Athènes.

Cette page concerne les évènements survenus en 1882 en Grèce  :

## Création
- Chemin de fer de l'Attique (en)
- Chemin de fer du Pirée-Athènes-Peloponèse (en)
- Epí ta próso (el), journal de Patras.
- Musée d'histoire nationale d'Athènes
- Stations Fáliro et Moscháto de la ligne 1 du métro d'Athènes

## Naissance
- Cléopâtre Bourdelle-Sevastos (d), sculptrice.
- André de Grèce, prince de Grèce et de Danemark.
- Geórgios Ikonómos, archéologue.
- Ilías Koundourás (el), militaire.
- Milton Manaki (de), photographe.

## Décès
- Ioánnis Antonúpoulos (el), personnalité politique.
- Michalis Korakas, révolutionnaire.
- Gabrielle Roux (d), actrice et chanteuse d'opérettes.
- Ioánnis Zaΐmis (el), personnalité politique.